# 朱誼況
永壽康裕王朱誼況（？—1614年），是明朝永壽昭憲王朱敬鏞之嫡長子，萬曆五年封永壽長子，萬曆三十三年襲封永壽王，萬曆四十二年薨，諡號康裕，由其子朱存𣑚承襲永壽王。

## 家庭

### 子女

#### 子
1. 永壽王朱存𣑚
2. 永壽王朱存梧

#### 孫
- 輔國將軍朱輔⿰火菜[1]